# Österreichische Alpine Skimeisterschaften 1966
Die Österreichischen Alpinen Skimeisterschaften 1966 fanden vom 24. bis zum 27. Februar in Schwaz statt.

## Herren

### Abfahrt
| Platz | Name            | Zeit        |
| ----- | --------------- | ----------- |
| 01    | Egon Zimmermann | 2:26,27 min |
| 02    | Erich Sturm     | 2:27,56 min |
| 03    | Hugo Nindl      | 2:28,57 min |
| 04    | Rudolf Bocek    | 2:29,27 min |
| 05    | Gerhard Nenning | 2:30,02 min |
| 06    | Stefan Sodat    | 2:30,03 min |
| 07    | Herbert Huber   | 2:30,33 min |
| 08    | Rudolf Sailer   | 2:30,92 min |
| 09    | Werner Bleiner  | 2:31,47 min |
| 10    | Alfred Matt     | 2:32,30 min |

Datum: 25. Februar 1966

Ort: Schwaz

Streckenlänge: 2900 m, Höhendifferenz: 850 m

### Riesenslalom
| Platz | Name              | Zeit        |
| ----- | ----------------- | ----------- |
| 01    | Karl Schranz      | 1:32,57 min |
| 02    | Werner Bleiner    | 1:35,00 min |
| 03    | Egon Zimmermann   | 1:35,06 min |
| 04    | Rudolf Sailer     | 1:35,22 min |
| 05    | Hugo Nindl        | 1:35,45 min |
| 06    | Stefan Sodat      | 1:36,45 min |
| 07    | Michael Schwaiger | 1:36,48 min |
| 08    | Rupert Salzmann   | 1:36,84 min |
| 09    | Norbert Wendner   | 1:36,94 min |
| 10    | Herbert Huber     | 1:37,13 min |

Datum: 26. Februar 1966

Ort: Schwaz

### Slalom
| Platz | Name             | Zeit        |
| ----- | ---------------- | ----------- |
| 1     | Herbert Huber    | 1:48,99 min |
| 2     | Hugo Nindl       | 1:50,10 min |
| 3     | Heinrich Messner | 1:50,37 min |
| 4     | Karl Schranz     | 1:51,45 min |
| 5     | Gerhard Nenning  | 1:53,13 min |
| 6     | Erich Sturm      | 1:54,27 min |

Datum: 27. Februar 1966

Ort: Schwaz

### Kombination
Die Kombination setzt sich aus den Ergebnissen von Slalom, Riesenslalom und Abfahrt zusammen.
| Platz | Name            | Punkte |
| ----- | --------------- | ------ |
| 1     | Hugo Nindl      | 40,96  |
| 2     | Herbert Huber   | 48,05  |
| 3     | Erich Sturm     | 61,76  |
| 4     | Gerhard Nenning | 66,86  |
| 5     | Rudolf Sailer   | 70,06  |
| 6     | Werner Bleiner  | 73,64  |

## Damen

### Abfahrt
| Platz | Name             | Zeit        |
| ----- | ---------------- | ----------- |
| 01    | Christl Haas     | 2:06,49 min |
| 02    | Erika Schinegger | 2:06,85 min |
| 03    | Olga Pall        | 2:09,01 min |
| 04    | Traudl Hecher    | 2:09,78 min |
| 05    | Heidi Zimmermann | 2:11,73 min |
| 06    | Evi Untermoser   | 2:12,80 min |
| 07    | Gertrud Gabl     | 2:13,23 min |
| 08    | Rosemarie Bräuer | 2:15,25 min |
| 09    | Christl Ditfurth | 2:15,55 min |
| 10    | Ingeborg Jochum  | 2:16,64 min |

Datum: 25. Februar 1966

Ort: Schwaz

Streckenlänge: 2490 m, Höhendifferenz: 650 m

### Riesenslalom
| Platz | Name             | Zeit        |
| ----- | ---------------- | ----------- |
| 01    | Ingeborg Jochum  | 1:31,34 min |
| 02    | Brigitte Seiwald | 1:32,95 min |
| 03    | Heidi Zimmermann | 1:33,05 min |
| 04    | Christl Haas     | 1:34,13 min |
| 05    | Christl Ditfurth | 1:35,34 min |
| 06    | Traudl Hecher    | 1:36,40 min |
| 07    | Hiltrud Rohrbach | 1:36,57 min |
| 08    | Erika Schinegger | 1:36,71 min |
| 09    | Grete Digruber   | 1:36,73 min |
| 10    | Evi Untermoser   | 1:37,99 min |

Datum: 24. Februar 1966

Ort: Schwaz

Streckenlänge: 1400 m, Höhendifferenz: 450 m

### Slalom
| Platz | Name             | Zeit        |
| ----- | ---------------- | ----------- |
| 01    | Christl Haas     | 1:35,11 min |
| 02    | Brigitte Seiwald | 1:36,59 min |
| 03    | Gertrud Gabl     | 1:40,27 min |
| 04    | Rosemarie Bräuer | 1:42,59 min |
| 05    | Ingeborg Jochum  | 1:43,51 min |
| 06    | Inge Pugl        | 1:44,80 min |
| 07    | Erika Schinegger | 1:45,65 min |
| 08    | Hermine Stiller  | 1:46,84 min |
| 09    | Evi Untermoser   | 1:47,17 min |
| 10    | Anni Stocker     | 1:48,00 min |

Datum: 26. Februar 1966

Ort: Schwaz

### Kombination
Die Kombination setzt sich aus den Ergebnissen von Slalom, Riesenslalom und Abfahrt zusammen.
| Platz | Name             | Punkte |
| ----- | ---------------- | ------ |
| 1     | Christl Haas     | 020,53 |
| 2     | Ingeborg Jochum  | 092,76 |
| 3     | Erika Schinegger | 094,37 |
| 4     | Evi Untermoser   | 139,18 |
| 5     | Rosemarie Bräuer | 156,70 |
| 6     | Inge Pugl        | 185,26 |